# Ana María Bravo
Ana María Bravo Castro (Valdivia, 3 de diciembre de 1973) es una abogada y política chilena del Partido Socialista. Desde 2022 ejerce como diputada por el Distrito N°24 de la Región de Los Ríos. Anteriormente se desempeñó como Secretaria regional ministerial de Economía, Fomento y Turismo (2014-2018).

## Primeros años de vida
Es hija de Eusebio Bravo y de María Castro. Obtuvo su licencia de Enseñanza Media en el Colegio Santa María Cervellón, en la comuna de Independencia. El año 1992 ingresó a la carrera de Derecho en la Universidad de Chile y se tituló de abogada el año 2000. Cuenta con un Diplomado en Cooperativas un Diplomado en Litigación Oral, Penal, Familiar y Laboral y un Diploma de postítulo en Derecho de los Pueblos Indígenas, Territorio, Consulta Previa y Nueva Constitución de la Universidad de Chile. 

### Matrimonio e hijos
Se casó el 10 de enero de 2009 con Luis Antonio Andrade de la Cerda, es madre de Carolina y Sebastián.

## Vida pública
Trabajó en diversos organismos públicos como el Consejo de Defensa del Estado, Municipalidad de Independencia, Servicio de Vivienda y Urbanización de Los Ríos, Seremi de Bienes Nacionales de Los Ríos y CONADI Osorno y Valdivia. En 2014 fue designada como seremi de Economía de Los Ríos durante el segundo gobierno de Michelle Bachelet.
Desde el año 2011 se desempeña como Encargada Electoral Regional del Partido Socialista, participando activamente en la organización partidaria de los procesos eleccionarios y en diversas campañas.
Para las elecciones parlamentarias de 2021 presentó su candidatura a diputada por el Distrito N°24, que abarca las comunas de Corral, Futrono, La Unión, Lago Ranco, Los Lagos, Máfil, Mariquina, Paillaco, Panguipulli, Río Bueno y Valdivia, bajo la lista Nuevo Pacto Social. Fue electa con 1.855 votos, equivalentes al 1,29% del total de los sufragios válidamente emitidos, logrando el escaño gracias a la gran votación de su compañero de lista, Marcos Ilabaca. Asumió el 11 de marzo de 2022, siendo la primera mujer diputada de la región. Integra las comisiones permanentes de Economía, Fomento; Micro, Pequeña y Mediana Empresa; Protección de los Consumidores y Turismo; Zonas Extremas y Antártica Chilena, y Mujeres y Equidad de Género.

## Historial electoral

### Elecciones parlamentarias de 2021
- Elecciones parlamentarias de 2021 a Diputado por el distrito 24 (Corral, Futrono, La Unión, Lago Ranco, Los Lagos, Máfil, Mariquina, Paillaco, Panguipulli, Río Bueno y Valdivia).[3]

| Candidato                     | Pacto                   | Partido | Votos  | %     | Resultado |
| ----------------------------- | ----------------------- | ------- | ------ | ----- | --------- |
| Marcos Ilabaca Cerda          | Nuevo Pacto Social      | PS      | 35 558 | 24.68 | Diputado  |
| Gastón von Mühlenbrock Zamora | Chile Podemos Más       | UDI     | 13 271 | 9.21  | Diputado  |
| Leandro Kunstmann Collado     | Frente Social Cristiano | PRCh    | 12 876 | 8.94  |           |
| Bernardo Berger Fett          | Chile Podemos Más       | IND-RN  | 11 154 | 7.74  | Diputado  |
| Patricio Rosas Barrientos     | Apruebo Dignidad        | IND-CS  | 6609   | 4.59  | Diputado  |
| Vanessa Huaiquimilla Pinochet | Apruebo Dignidad        | IND-RD  | 5919   | 4.11  |           |
| Paola Nahuelhual Catalán      | Apruebo Dignidad        | PCCh    | 5722   | 3.97  |           |
| Ninoska Gallardo Peralta      | Apruebo Dignidad        | CS      | 4039   | 2.80  |           |
| Daniela Asejo Garrido         | Nuevo Pacto Social      | IND-PPD | 4019   | 2.79  |           |
| Carlos Amtmann Moyano         | Nuevo Pacto Social      | PDC     | 3921   | 2.72  |           |
| Waleska Fehrmann Atero        | Chile Podemos Más       | PRI     | 3892   | 2.70  |           |
| Soledad Cuesta Vallejos       | Chile Podemos Más       | IND-RN  | 3366   | 2.34  |           |
| Tabina Manque Manque          | Partido de la Gente     | PDG     | 3151   | 2.19  |           |
| Hugo Ortiz de Filippi         | Chile Podemos Más       | PRI     | 2910   | 2.02  |           |
| María Paz Lagos Valdivieso    | Chile Podemos Más       | UDI     | 2897   | 2.01  |           |
| Ana María Bravo Castro        | Nuevo Pacto Social      | PS      | 1858   | 1.29  | Diputada  |